# 朴鋕恩
朴 鋕恩（パク・ジウン、박지은、ぼく しおん、1983年11月4日 - ）は、韓国の女流囲碁棋士。京畿道富川市出身、韓国棋院所属、金東燁九段門下、九段。女流名人戦、正官庄杯世界女子囲碁最強戦優勝など。趙惠連、尹暎善、權孝珍、李英信らと並んで韓国女流五新星と呼ばれ、韓国人女性棋士初の九段となる。

## 経歴
1997年入段。1999年二段、第1期女流名人戦で、李英信二段を2-1で破って優勝。2001年、興倉杯世界女子選手権戦で準優勝。2002年、第1回トヨタ&デンソー杯囲碁世界王座戦に韓国代表として出場、1回戦で依田紀基に勝つが、兪斌に敗れる。2002年から芮廼偉と二番手直りによる打込み十番碁を行い、2連敗の後巻き返して5勝5敗とした。
2004年、正官庄杯の準決勝で芮廼偉を2-1、決勝で尹瑛善を2-0で破り優勝、世界大会で優勝すると一段昇段するという韓国棋院の規定により五段昇段。同年農心辛ラーメン杯世界囲碁最強戦に韓国チーム3番手として出場するが小林光一に敗れる。2007年七段、第1回大理杯決勝で金恵敏を下し優勝、八段昇段。2008年に第1回の遠洋地産杯世界女子プロオープン戦決勝で芮廼偉を下して優勝、九段昇段。正官庄杯団体戦では、2010年に主将として4人抜き、2011年にも一人抜きで韓国優勝をもたらした。華頂茶業杯でも2012、13年に韓国主将として出場し優勝。
2017年、花より囲碁 女王戦FLOWERQUEENチーム主将として準優勝。
韓国囲碁棋士ランキングでは2011年66位。

### タイトル歴
国際棋戦
- 正官庄杯世界女子囲碁最強戦 2004年
- 大理旅遊杯世界女子プロ囲碁選手権戦 2007年
- 遠洋地産杯世界女子プロオープン戦 2008年
- 穹窿山兵聖杯世界女子囲碁選手権 2010、11年

国内棋戦
- 女流名人戦 2000年
- プロ女流国手戦 2008年

### その他の棋歴
- 興倉杯世界女流囲碁選手権戦 2001年準優勝
- 豪爵杯世界女子プロ囲碁選手権戦 2002年準優勝
- 穹窿山兵聖杯世界女子囲碁選手権 準優勝 2015年
- ワールドマインドスポーツゲームズ 2008年女子個人戦3位
- スポーツアコードワールドマインドゲームズ 2013年女子個人戦3位、男女ペア戦3位（金志錫とペア）
- オスラムコリア杯新鋭連勝最強戦 2005年4位
- SKガス杯新鋭プロ十傑戦 2005年3位
- 農心辛ラーメン杯世界囲碁最強戦
  - 2004年 0-1（×小林光一）
- 正官庄杯世界女子囲碁最強戦（団体戦）
  - 2005年 2-1（○徐瑩、○張璇、×芮廼偉）
  - 2006年 2-1（○芮廼偉、○小山栄美、×葉桂）
  - 2007年 0-1（×鄭岩）
  - 2009年 2-1（○宋容慧、○鈴木歩、×李赫）
  - 2010年 4-0（○宋容慧、○鈴木歩、○葉桂、○李赫）
  - 2011年 1-0（○芮廼偉）
- 黄龍士佳源杯世界女子囲棋団体戦／黄龍士双登杯世界女子囲棋勝抜戦
  - 2011年 1-1（○張凱馨、○謝依旻、×李赫）
  - 2012年 0-1（×王晨星）
  - 2013年（出番無し）
  - 2014年 1-1（○於之瑩、×王晨星）
- 華頂茶業杯世界女流囲碁団体戦/天台山森然楊帆杯世界女子囲棋団体選手権戦
  - 2012年 3-0（○黒嘉嘉、○王晨星、○謝依旻）
  - 2013年 2-1（×李赫、○謝依旻、○黒嘉嘉）
  - 2017年 2-1 （○張正平、○牛栄子、×李赫）
- 韓国囲碁リーグ
  - 2005年（ピーマン）4-3
  - 2010年（ネットマーブル）1-9
- GGオークション杯女流対シニア連勝対抗戦
  - 2007年 1-0（○曺薫鉉）
  - 2008年 3-1（○崔珪昞、○趙大賢、○徐奉洙、×梁宰豪）
  - 2009年 0-1（×朴映燦）
  - 2010年 1-0（○曺薫鉉）
  - 2011年 0-1（×劉昌赫）
  - 2012年 出番無し
  - 2013年 0-1（×曺薫鉉）
  - 2016年 0-1（×徐奉洙）
- 韓国女子囲碁リーグ
  - 2015年（釜山三美建設）8-4（ポストシーズン1-2）
  - 2016年（京畿SGゴルフ）6-7（0-1）
  - 2017年（京畿SGゴルフ）6-7
  - 2018年（麟蹄天空下）5-10
- 対芮廼偉十番碁 2002-03年 朴鋕恩 5 ×××○○×○○○× 5 芮廼偉
- 中国女子団体戦
  - 2016年（蕪湖華益閥門）6-1
  - 2017年（拉薩棋院）4-3